# Apicia cognata
Apicia cognata là một loài bướm đêm trong họ Geometridae.